# Maja Christiansen
Maja Evenshaug Christiansen (* 19. Februar 1996) ist eine norwegische Schauspielerin.

## Leben und Karriere
Christiansen wurde am 19. Februar 1996 geboren. Sie studierte an der Westerdals Oslo ACT. Ihr Debüt gab sie 2013 in der Serie Kampen. Von 2020 bis 2021 belegte sie in der Serie Rod Knock eine der Hauptrollen. Anschließend spielte sie 2023 in Hedda er en Hore mit. 2024 wurde sie für den Film Alt blir bra til slutt, ikke sant? gecastet.
Christiansen ist auch im Theater aktiv und war in den Stücken Peer Gynt und Grease zu sehen.

## Filmografie
Filme
- 2020: Poison

Serien
- 2013–2014: Kampen
- 2020–2022: Rod Knock (Rådebank)
- 2021: Julestjerna